# Vieillotweber

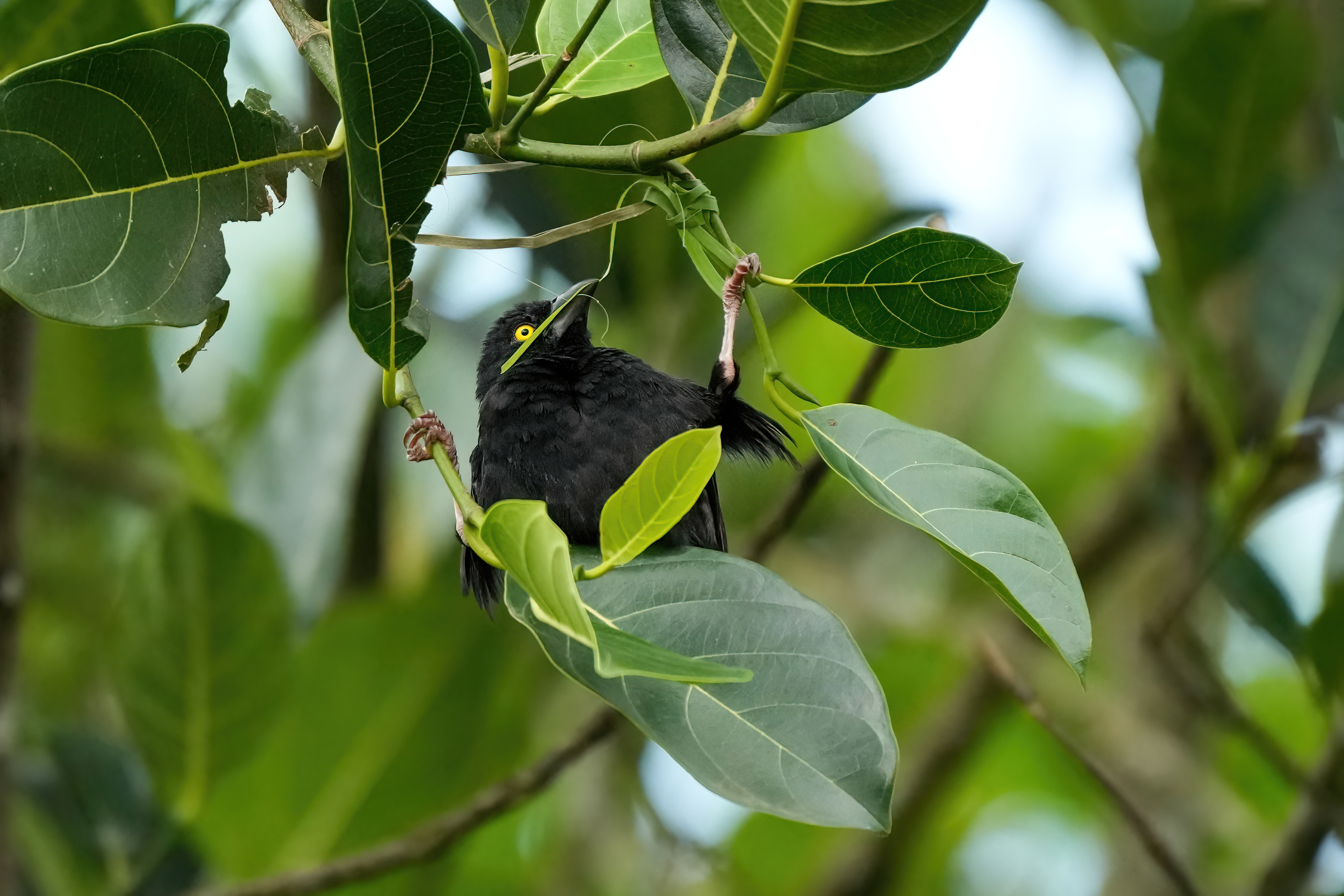
Ein Vieillotweber baut den Anfang eines Nestes

iP. n. castaneofuscus, Ghana

Der Vieillotweber (Ploceus nigerrimus), früher als Mohrenweber bezeichnet, zählt innerhalb der Familie der Webervögel (Ploceidae) zur Gattung der Ammerweber (Ploceus).
Der lateinische Artzusatz kommt von lateinisch nigerrimus ‚sehr schwarz‘.
Der Vogel kommt in Afrika in Angola, Gabun, Kamerun, Kenia, Ruanda, Tansania und Uganda vor.
Das Verbreitungsgebiet umfasst Lichtungen, mit hohem Gras und Bäumen bestandene Lebensräume, an Waldrändern, auf Kulturflächen, oft in oder in der Nähe von Dörfern, 700 bis 2000 m Höhe.

## Merkmale
Die Art ist 15 bis 17 cm groß und wiegt zwischen 21 und 44 g. Das Männchen ist ein komplett schwarzer Webervogel mit blassgelber Iris und schwarzem Schnabel, die Beine sind grau bis bräunlich. Weibchen und Jungvögel sind deutlich dunkel olivgrün gestreift auf der Oberseite, auf der Unterseite sind sie schmutzig gelb mit olivbrauner Brust und auf den Flanken. Die Augen sind beim Jungvogel dunkler.

## Geografische Variation
Von der International Ornithological Union und von Avibase werden folgende Unterarten anerkannt:
- P. n. nigerrimus Vieillot, 1819, Nominatform – äußersten Südosten Nigerias bis Uganda, Westkenia, Angola und Demokratische Republik Kongo
- P. n. castaneofuscus Lesson, R, 1840, –  Sierra Leone bis Nigeria

Letztgenannte wird vom Handbook of the Birds of the World als eigenständige Art Fuchsweber (Ploceus castaneofuscus) geführt, der Vieillotweber (Ploceus nigerrimus) demzufolge als monotypisch angesehen.

## Stimme
Der Gesang des Männchens wird als sprudelnd schnatternd, als kurzes „chrrr-szee-zuit“ beschrieben.

## Lebensweise
Die Nahrung besteht hauptsächlich aus Insekten, wohl auch Früchte und Pflanzensamen sowie Nektar.
Die Brutzeit liegt im Februar in Nigeria, das ganze Jahr über außer in August in Kamerun, zwischen   Dezember und Februar und im Juli in Gabun, zwischen Juli und Aug in der Zentralafrikanischen Republik.
Vieillotweber sind gesellig, polygyn und brüten in Kolonien.

## Gefährdungssituation
Der Bestand gilt als nicht gefährdet (Least Concern).